# I diversi colori delle razze
I diversi colori delle razze è un mito Fon (Benin) che vuole spiegare come ebbe origine il mondo, quali funzioni siano assegnate agli astri e quale sia il ruolo degli agenti atmosferici. Quindi si tratta di una storia sacra trasmessa per via orale utile anche per rinsaldare e unificare la comunità. Il mito ha la funzione primaria di descrivere come andarono i fatti all'origine della vita, quando da un caos primordiale si diffuse la vita degli esseri viventi.

## Trama
Il mito spiega come mai gli europei hanno la pelle chiara e amano la frutta mentre, invece, gli africani hanno la pelle scura e amano l'olio di palma.
È la storia di tre fratelli che si cacciano nei guai perché il maggiore rende gravida la moglie del principe Ayo. Vengono salvati da un misterioso uccello parlante chiamato Azihâ che li porta sulla montagna dove è situato il suo nido. Quando, per qualche giorno, l'uccello è assente, i tre fratelli affamati uccidono e mangiano i piccoli dell'uccello che una volta rientrato ed accortosi dell'accaduto si vendica scaraventando i bambini dei tre fratelli uno sulla costa africana trasformandolo in argilla, l'altro sull'Europa convertendolo in gesso, il terzo sul Nordafrica mutandolo nel fiume Nilo. Non ancora appagato, l'uccello scaraventa il maggiore dei fratelli, Nya, su una palma africana; in quel luogo Nya incontra una ragazza e assieme vanno al Niger a lavarsi, però in quel tempo il fiume era nero ed ecco perché diventano neri i due protagonisti del mito e come loro tutti gli africani. Il secondo fratello, invece, viene gettato sulla costa europea dove cade su un albero di arancio. Il terzo fratello viene lanciato invece sulle coste arabe dove cade in una padella piena d'olio ed ecco perché diventa olivastro e come lui tutti gli arabi.